# Waigara boninensis
Waigara boninensis är en insektsart som beskrevs av Matsumura 1914. Waigara boninensis ingår i släktet Waigara och familjen dvärgstritar. Inga underarter finns listade i Catalogue of Life.